# 187 (nombre)
« Cent quatre-vingt-sept » redirige ici. Pour l'année, voir 187.
187 (cent quatre-vingt-sept ou cent octante-sept) est l'entier naturel qui suit 186 et qui précède 188.

## En mathématiques
Cent quatre-vingt-sept est :
- La somme de trois nombres premiers consécutifs (59 + 61 + 67).
- La somme de neuf nombres premiers consécutifs (7 + 11 + 13 + 17 + 19 + 23 + 29 + 31 + 37).
- Un auto nombre.

## Dans d'autres domaines
Cent quatre-vingt-sept est aussi :
- Années historiques : -187, 187